# Konstantín Orbelián

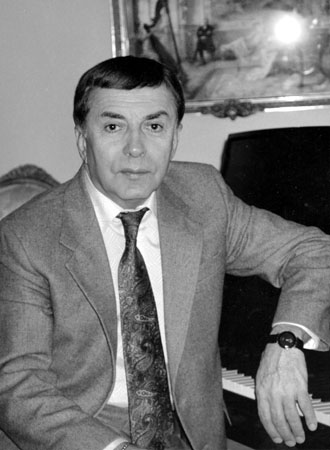
Konstantín Korbelián.

Konstantín Agaparónovich Orbelián (en ruso: Константи́н Агапаро́нович Орбеля́н, en armenio: Կոնստանտին Օրբելյան, Armavir, 29 de julio de 1928 - Los Ángeles, 24 de abril de 2014) fue un pianista, director de orquesta y compositor ruso de origen armenio, director artístico de la Orquesta Estatal de Música Ligera de Armenia (1956-1959). Artista del pueblo de la URSS (1979). Miembro del Partido Comunista de la Unión Soviética desde 1961.

## Biografía
Konstantín Orbelián nació el 29 de julio de 1928 en Armavir, en el krai de Krasnodar de Rusia, en una familia armenia. Desde su más tierna infancia demostró talento para la música, por lo que en 1933 entró en la Academia de Música de Bakú, que dejó en 1936 al ser sus padres víctimas de represión. Trabajó de pianista en una sociedad deportiva de Bakú. En 1943 su talento llamó la atención del director de la Orquesta Estatal de Música Ligera de Armenia Artemi Aivazián, quien lo integró en la orquesta. Entre 1943 y 1952 trabajó en ella como pianista y después como director de orquesta. Ese año entró en la Escuela de Música llamada Romanos Melikián, estudio que compaginaba con su trabajo acompañando la ópera y el ballet en el Teatro de la Ópera de Armenia.
En 1956 volvió a la Orquesta para ser su director artístico, desarrollando ese cargo durante 36 años y convirtiendo la agrupación en uno de los referentes del jazz en la Unión Soviética.

## Reconocimientos
- Artista del pueblo de la República Socialista Soviética de Armenia (1974)
- Artista del pueblo de la URSS (1979)
- Orden de la Amistad de los Pueblos
- Orden de la Insignia de Honor
- Orden de San Mesrop Mashtots (Armenia)
- Orden de Cirilo y Metodio (Bulgaria)
- Cruz de Oro de la Unión de Armenios de Rusia.